# Carmen Cru
Jean-Marc Lelong

Carmen Cru – Vie & Mœurs

(Bitte Urheberrechte beachten)
Carmen Cru [ˈkaʁmən kʀy] ist eine abgeschlossene Comic-Serie des französischen Cartoonisten und Szenaristen Lelong (Jean-Marc Lelong, 1949–2004), die erstmals 1981 in der Ausgabe Nr. 67 des Comic-Magazins Fluide Glacial erschien und bis heute in acht Comic-Alben bei Audie-Fluide Glacial veröffentlicht wird; auf Deutsch sind die Bände 1–5 erschienen.
Die Protagonistin, Carmen Cru (in der deutschen Übersetzung Carmen Krusch), ist eine sehr eigensinnige alte Frau, die allein und selbstversorgend in einem kleinen Haus lebt, das ringsum von hohen Wohnblocks umgeben ist. Sie zeigt keinerlei Empathie beim Umgang mit ihren Mitmenschen, bestenfalls versucht sie diese zu ignorieren. Geben diese aber weiterhin keine Ruhe, stößt sie die alte Cru mit unverblümten Worten rücksichtslos vor den Kopf oder manövriert sie durch ihr stures Verhalten – bewusst oder unbewusst – in ein „Chaos“, aus dem sie selbst aber unberührt und heil hervorgeht.

## Genre und Präsentation
In einem kleinen, typisch französischen Provinzort, in einem Hof, der auf allen Seiten von großen Nachbargebäuden umgeben ist und der nur über eine Treppe erreicht werden kann, steht ein mit einer zusätzlichen Mauer umgebenes, giebelgeschmücktes Häuschen aus dem Ende des 19. Jahrhunderts. In dieser selbst gewählten Zurückgezogenheit lebt die alte Carmen Cru in fast völliger Autonomie. Zu ihrem Missfallen wird sie aber immer wieder von ihren Nachbarn, ihrem schnorrenden Urgroßneffen und von weiteren Personen gestört, wogegen sie sich in sehr eigentümlicher Weise wehrt.
Carmen Cru zeigt in überspitzt karikierender Weise das unzeitgemäße, unbelehrbare, oft verschrobene oder sogar latent aggressive Verhalten eines alten Menschen, der ohne Interesse auf Veränderungen alleine und fast ganz ohne Rücksicht auf Mitmenschen nur nach eigenen Wertvorstellungen lebt.
Die abgeschlossene Serie umfasst 75 Episoden auf 333 Seiten. Dazu kommen weitere drei Seiten Text, auf denen der Autor den Charakter und die Psychologie der Carmen Cru, und dazu ihre Familiengeschichte und ihr Umfeld kommentiert; dem angeschlossen ist ein Plan mit der Lage ihres Hauses. Durch diese Beschreibung und die Inhalte der Episoden hat Lelong mit Carmen Cru eine Persönlichkeit geschaffen, die in Frankreich außerhalb der Comic-Szene wahrgenommen worden ist.
Die Zeichnungen sind sehr detailliert in Schwarzweiß ausgeführt, die Titelseiten der Comic-Alben sind koloriert. Abgesehen von der Überzeichnung der Physiognomie der handelnden Personen sind die Darstellungen in den Zeichnungen als „fast realistisch“ zu bezeichnen. Lelong gibt an, dass er sich zu seinen Zeichnungen durch die Schwarzweißfotografien von Robert Doisneau aus den 1940er und 1950er Jahren hat inspirieren lassen.
Typisch für mehrere aufeinanderfolgende Panels ist, dass die Sprechblasen anderer beteiligter Personen – analog zum Off im Film – herüberwehen und thematisch mehr und mehr die Zuspitzung der Situation beschreiben, während Carmen Cru – in Hörweite und im Zentrum des Panels – völlig ungerührt und schweigend weiter ihren eigenen Beschäftigungen nachgeht. Zusätzlich verwendet Lelong mehrere sehr ungewöhnliche grafische Darstellungsweisen, um eine besondere Art der Aussprache oder einen bestimmten physischen Zustand seiner Comic-Charaktere darzustellen.
Der Tod von Jean-Marc Lelong im Februar 2004 beendete zwar die Fortführung der Serie, aber nicht den Erfolg von Carmen Cru. Die frühen Alben werden seit fast 30 Jahren immer wieder aufgelegt; der abschließende achte und 2008 posthum veröffentlichte Band Thriller besteht aus Episoden, die sich im Nachlass von Lelong fanden.

## Personen
In den Geschichten um Carmen Cru trifft der Leser auf mehrere Dutzend Akteure, von denen einige nur ein einziges Mal in die Handlung eingreifen (gelegentlich auch nur aus dem Off kommentieren), andere aber mehrfach in Erscheinung treten. Die Personen in der Serie erfüllen typisch französische Klischees. Aussehen und Körpersprache gehen parallel mit Charakter und Intellekt der dargestellten Personen.

### Carmen Cru

#### Äußere Erscheinung
Carmen Cru ist eine sehr starrköpfige Alte mit stechenden Augen, hohen Wangenknochen und einer Warze auf der mächtigen Nase. Trotz eines ausgeprägten Rundrückens verfügt sie über eine sehr robuste Gesundheit, gute Sehkraft, starke Hände, ist gut zu Fuß und fährt Fahrrad.
Außerhalb des Hauses trägt sie über Lagen von Kleidung einen glockenförmigen, bis auf den Boden reichenden Mantel, bei Arbeiten in ihrem Schrebergarten bindet sie noch eine Schürze darüber. Ihre Schuhe sind groß und klobig, ihr Kopf verschwindet fast ganz unter einem helmartigen Hut. Im Haus trägt sie altmodische, weite Gewänder, gelegentlich einen schultertuchartigen Umhang, Hausschuhe (Charentaises) und eine Art Nachthaube.
Durch die Kompaktheit ihrer Erscheinung ist Carmen Crus Körpersprache sehr begrenzt. Sie agiert nur aus ihrer gebeugten Haltung und mit unverändert mürrisch-ernsten Gesichtsausdruck – wobei sie auch regelmäßig und bedrohlich in Richtung des Lesers starrt.

#### Lebensweise
Die alte Cru ist Rentnerin und lebt ein sehr einfaches Leben. Man erfährt nicht, ob sie je berufstätig war, doch sie erhält eine kleine Pension. Sie ist keine alte Jungfer, denn sie war in ihrer Jugend kurz mit einem „aufgeblasenen Angeber namens Stanislas Cru“ verheiratet. Während Carmens Großmutter erst im hohen Alter von ihrem Ehemann verlassen wurde und ihr Vater ihre Mutter nach Carmens Geburt verließ, wurde Carmens Ehe mit Stanislas Cru bereits nach sehr kurzer Dauer geschieden. Über den Grund lässt Lelong keinen Zweifel: Carmens Charakter. Da sie folglich auch nie Mutter war, ist ihr Verhalten Kindern gegenüber als eher ungewöhnlich zu bezeichnen: Wenn sie ihnen – um sie ruhigzustellen – Kautabak und Glühwein verabreicht, so hat dies sowohl bei den Eltern als auch bei den Kindern zur Folge, dass weitere Gerüchte um ihre Person entstehen.
Carmen Cru lebt in dem Haus, in dem sie auch geboren wurde und in dem sich seit den 1940er Jahren praktisch nichts verändert hat. Auch Carmen Cru ist in dieser Zeit stehengeblieben, das moderne Leben oder aktuelle Politik interessieren sie nicht. Ohne Kontakt nach außen und ohne sanitäre Einrichtungen versorgt sie sich selber "1000 %" und führt auch kleinere Reparaturen aus.
Als Transportmittel dient ihr ein altes Fahrrad aus den 1920er Jahren mit Anhänger und Sperrholzkiste auf dem Gepäckträger, mit dem sie rücksichtslos durch den Verkehr kurvt. Ihre Fahrradfahrten sind immer zielgerichtet. Sie besucht z. B. nacheinander die Bistros im Ort, wo sie sich mehrere (unbezahlte) Fernet-Branca gönnt – zuhause bereitet sie sich eher vin chaud (Glühwein) zu oder trinkt ein paar Gläser Rotwein – oder sie benötigt gerade wieder irgendetwas, wobei sie ohne Hemmungen und sehr unsentimental vorgeht und nur ihren eigenen Rechtsvorstellungen folgt. Wenn sie in die Kirche geht, tut sie das nur aus dem Grund, sich dort mit Kerzen oder wegen Umbauten dort abgestellten Werkzeugen einzudecken; den Friedhof besucht sie nur, wenn sie mehr Mutterboden für ihren Schrebergarten benötigt, und in der Nähe des kleinen Bahnhofs holt sie sich vom Lager Bahnschwellen zum Verheizen.
Ihren rüden Pragmatismus lernte sie seit ihrer Kindheit vor dem Ersten Weltkrieg. Im Gegensatz zu ihren Nachbarn weiß sie, wie man sich komplett selber versorgt: Sie holt sich Wasser aus einer Schwengelpumpe neben ihrem Haus, heizt und kocht mit Holz und baut ihr Gemüse selber in einem kleinen, abgelegenen Schrebergarten an. Zum Leidwesen der Nachbarn hat sie zusätzlich einen Bienenstock hinter ihrem Haus, den sie unter anderem dazu verwendet, ihr Bargeld zu verstauen, da sie in dieser Hinsicht – wie auch generell – niemandem vertraut, weder dem Urgroßneffen noch der Sparkasse.
Es gibt bestimmte Dinge, die für Carmen Cru von Bedeutung sind. Am liebsten ist sie allein zuhause, sitzt ruhig und ungestört im Wohnzimmer, hat einen Glühwein neben sich und liest ein Buch oder sieht sich ihr Fotoalbum an. Fotografien sind für sie eine wichtige Verbindung zur Vergangenheit. Eine völlig andere Sicht bezüglich Familienfotos haben der Urgroßneffe, der nach dem Tod eines weiteren Familienmitgliedes alte Fotografien einfach verbrennt, und auch Carmen Crus Mutter, Barbe Cru, die sogar keinen Wert auf ein Foto ihrer eigenen Tochter legt.
Des Weiteren legt Carmen Cru großen Wert auf eine grammatikalisch korrekte und sehr schöne Schreibschrift, in der sie gelegentlich Beschwerdebriefe an Monsieur le Procureur de la République schreibt – oder sich unrechtmäßig (aber von ihr nicht als unrechtmäßig empfunden) als Monsieur l'Officier du Ministère Public ausgibt.

#### Charakter
Carmen Cru ist vom Charakter her – wie es ihre äußerliche Erscheinung schon andeutet – „wie ein Block, aus einem Stück.“ Was ihre eigenen Meinungen und ihr eigenes Verhalten betrifft, so ist sie geradlinig und „sturer als eine läufige alte Ziege“. Sie kennt (fast) nur eine Art und Weise, mit anderen Menschen umzugehen: Ob man ihr echte Zuneigung, stetige Aufmerksamkeit, gelegentlich Hilfe oder Mitleid entgegenbringt – oder ob man ihr Mitgefühl erhofft, sie um Hilfe bittet, immer wieder anschnorrt, sie übervorteilen will oder beleidigt – sie ist gleichbleibend mürrisch und abweisend. Jegliches Eindringen in ihre Privatsphäre ist ihr zuwider. Sie ist direkt und sagt, was sie denkt, ohne die geringste Sorge, was ihre Worte bei anderen Menschen auszulösen vermögen. Es ist ihr auch völlig egal, ob es sich dabei um einen heimlichen Liebhaber, ein Kind, einen Journalisten, einen Schwarzen, einen Polizeikommissar oder eine potenziell Suizid-gefährdete junge Frau handelt. Die einzige Ausnahme in ihrem Verhalten bildet die (einseitige) Beziehung zu ihrer Mutter (siehe L'Escapade).
Mit dieser rüden Verhaltensweise ist Carmen Cru überraschend erfolgreich, weil sie dadurch ihr Gegenüber regelrecht überfährt und zu hilfloser Verzweiflung, in ein Chaos oder wortwörtlich an den Rand des Wahnsinns bringt. Doch ihre "Erfolge" hinterlassen bei ihr kein Triumphgefühl, sie freut sich nie darüber, sie lacht oder lächelt nie. Ihre Grundhaltung ist nicht Egoismus oder Misanthropie, „sondern sie verhält sich so, weil das Leben so und nicht anders ist und man damit über die Runden kommen muss“.
Im Allgemeinen hegt Carmen Cru bei ihren Aktionen keine unmoralischen Hintergedanken (Lelong: „Sie ist ohne Hintergedanken (..obwohl..)“), doch es gibt Ausnahmen. Wenn sie in einem Restaurant zwei Dutzend Austern bestellt und erst in der letzten Auster ein Stück Gummi findet (eines, wie man es in Fahrradflickzeug verwendet), beschwert sie sich mit scharfen Worten beim Ober und verlangt als Entschädigung zwei Dutzend Weinbergschnecken und noch einen doppelten Fernet Branca.
Am Ende der meisten Episoden führt sie eine Art philosophisches Selbstgespräch bezüglich des Erlebten und der dabei von ihr wahrgenommenen Unfähigkeiten ihrer Mitmenschen. Sie resümiert regelmäßig, dass „alles auseinanderfällt“, „die Welt auf die Apokalypse hinsteuert“ oder sie spricht sich selber auch mit Durchhalteparolen weiteren Mut zu, das Leben so zu ertragen, wie es nun mal ist.

### Weitere Personen
- Der Urgroßneffe ist ein rüpeliger Hinterwäldler, der 60 Kilometer entfernt einen Bauernhof bearbeitet, und nur ein einziges Interesse hat: Irgendwie an Geld zu kommen, damit er die Damenwelt beeindrucken und mit seinen Kumpanen weiter feiern kann. Immer wieder besucht er Carmen Cru. um sie um Geld (oder “Gefälligkeiten”) anzuschnorren, weil er irgendwelche Dummheiten. gemacht hat (quelques bêtises. z. B. ein Mädchen geschwängert). Bei diesen Gelegenheiten nennt er sie “Tanti(e)” (‚Tantchen‘) und – nachdem sie ihn jedes Mal. abweist[33] – beschimpft er sie regelmäßig mit rüden Worten. Er spricht Patois und an seinem Profil und Gesichtsausdruck kann man sehen, dass er tatsächlich zur Familie gehört.[34]
- Monsieur Raoul ist einer der Nachbarn von Carmen Cru. Er ist ein meist netter, einfältiger Alkoholiker mit Hang zur Selbstironie, dessen Faible für jegliche Art geistiger Getränke zu jeder Tageszeit sich in seinen Worten und in seinem Gesicht abzeichnet. Es kommt vor, dass er das, was durch das Handeln von Carmen Cru entstanden ist, für sich als Halluzination oder Delirium interpretiert. Zum Feiern oder Kartenspielen ist er jederzeit bereit unter der Voraussetzung, dass es dabei etwas zu trinken gibt. M. Raoul ist verheiratet, aber seine Frau Lulu wird nie zeichnerisch dargestellt. Sie gibt ihre bissigen Kommentare immer aus dem Off, da sie sich anscheinend permanent auf der Toilette aufhält. Da M. Raoul gleich neben der Treppe wohnt, die in den Hof führt, ist es – aus Sicht von Carmen Cru – seine Aufgabe, ihr Fahrrad die Treppe hinauf oder hinunter zu tragen – was er auch unermüdlich tut, ohne jemals Dank dafür zu bekommen.[35]
- Poupi Mouvillon ist ein weiterer Nachbar, dumm, bösartig, übergewichtig, abergläubisch und sehr eingenommen von sich selber. Jede Handlung (oder Nicht-Handlung) von Carmen Cru, nährt seinen Wunsch, dass "die Alte" so bald wie möglich abhauen (foutre le camp) oder den Löffel abgeben möge (claquer).[36]
- Monsieur l'Abbé ist ein praktisch veranlagter, kräftiger Brillenträger und Pfeifenraucher mit breitem Kinn und starken Armen in Soutane und mit Baskenmütze, der während seiner Ausbildungszeit am Seminar für den dortigen Fahrradkeller verantwortlich war. Trotz seiner geistlichen Berufung verwendet er eine sehr rustikale, direkte Sprache. Da es seine christliche Nächstenliebe verlangt,[37] ist er immer bereit, eine gute Tat zu tun und oft ist es Carmen Cru, die davon profitiert (oder sie über sich ergehen lassen muss), was zu sehr absurden Situationen führt.[38] Monsieur l'Abbé ist verantwortlich für die Anleitung und Ausbildung eines Seminaristen unbestimmten Alters, der ihn gelegentlich begleitet. Dieser verwendet – im Gegensatz zu Monsieur l'Abbé – eine sehr gepflegte, manierierte Sprechweise und verfügt über viel theoretisches Wissen, macht aber immer wieder Fehler oder trägt Verletzungen davon, wenn er den Anweisungen seines Lehrers folgt.[39]
- Der Bahnwärter ist ein gutmütiger, kantiger Riesenkerl – er kann zwei Bahnschwellen gleichzeitig tragen. Als Faktotum kümmert er sich um alle Arbeiten, die in und um den kleinen Bahnhof anfallen. Er ist durch und durch Eisenbahner, kennt die Aktennummer jedes Formulars und alle Referenznummern und Eigenschaften von Eisenbahnbauteilen und lässt diese Informationen großzügig in seine Monologe einfließen, welche Carmen Cru in gewohnt schroffer Art abwürgt.[40][41]
- Adolphe[42] ist keine Person, sondern der Kater einer Nachbarin. Hässlich und mit hinterhältigem Gesichtsausdruck lungert er bei Carmen Cru herum, faucht sie an, kratzt sie, krallt nach ihr und stiehlt Fisch aus ihrem Einkauf, was sie mit wuchtigen Besenschlägen und mit kaltem Wasser kontert. Der Leser erfährt nicht, wie diese spezielle Beziehung begann, aber Adolphe kehrt immer wieder zu Carmen Cru zurück, erhält dort auch Mal ein Schälchen Milch und darf gelegentlich bei ihr im Schlafzimmer übernachten.[43]

## Handlung
Die meisten Episoden stehen für sich isoliert und drehen sich um ein bestimmtes Thema, in dessen Verlauf ein "Konflikt" um Carmen Cru entsteht, den sie – im Gegensatz zu den anderen involvierten Personen – meist in stoischer Ruhe und durch stures Beharren auf ihrer ureigenen Weltsicht übersteht; auch wenn sie durch eine Situation dazu gezwungen wird, sie diskutiert nie. Sie erklärt ihre Position und das muss reichen. Gelegentlich werden frühere Situationen wieder aufgenommen und mit einer neuen Variante versehen.
Die Geschichten L'Escapade und Thriller unterscheiden sich von den übrigen Einzelepisoden, da es sich um Serien von acht (bzw. fünf) thematisch aufeinander folgende Episoden handelt, die einen ganz besonderen Einblick in den Charakter von Carmen Cru ermöglichen.

### L'Escapade
Der Urgroßneffe bringt Carmen Cru ein Telegramm vom Hospice des Vieux du Midi (dt. Altenheim Südfrankreich), dass es ihrer Mutter, Barbe Cru, sehr schlecht gehe, sie diese umgehend besuchen und die Begräbniskosten im Voraus regeln solle. In Sorge packt sie umgehend und begibt sich mit Koffer, Taschen und Regenschirm per Fahrrad auf die erste Etappe einer langen und mühevollen Reise, um ihrer Mutter beizustehen.
Auf dem kleinen Bahnhof verhandelt sie mit dem Bahnhofsfaktotum die Gepäckaufbewahrung für ihr Rad. Im Zug ereignen sich die üblichen Reibereien mit einem Schaffner und den Fahrgästen. In dem kleinen Ort Tinquillan angekommen verweigert sie ein schäbiges Hotelzimmer und erreicht es, im privaten Schlafzimmer des Hoteliers übernachten zu können – und wird dafür auch noch finanziell entschädigt. Ein Lastwagenfahrer nimmt sie mit bis zum Hospice des Vieux du Midi, wo Carmen Cru von der Vorsteherin erfährt, dass ihre Mutter nur eine Magenverstimmung hatte und das Altenheim schon wieder verlassen hat, allerdings ohne dort für den Aufenthalt zu bezahlen. Carmen Cru macht sich mit ihrem ganzen Gepäck zu Fuß auf den Weg zu ihrer Mutter, die in völliger Abgeschiedenheit in einem kleinen Haus – noch kleiner als ihr eigenes – hoch auf einem Berg wohnt.
Barbe Cru ist noch viel älter, noch gebeugter und noch eigenwilliger, mürrischer und scharfzüngiger als ihre Tochter und sie überschüttet diese bei ihrem Eintreffen mit Vorwürfen und Beleidigungen. Während des „Besuches“, der nur wenige Minuten dauert, erträgt Carmen Cru diese Tirade stoisch und defensiv, und hinterlässt ihrer Mutter beim Abschied ein Foto von sich, was diese sofort mit weiteren diesbezüglichen Beschimpfungen kommentiert. Wieder unten im Tal und außer Hörweite ihrer Mutter beendet Carmen Cru „die Konversation“ für sich selber mit einem „Jusqu'à la prochaine fois.“ („Bis zum nächsten Mal.“).
Auf dem ganzen langen Rückweg ist Carmen Cru in sich gekehrt und antwortet auf keine der Fragen, die von anderen an sie gestellt werden. Erst als sie wieder in ihrem Heimatort angekommen ist und in gewohnt streitbarer Weise ihr Fahrrad abholt und bei der Rückkehr alle Nachbarn herausklingelt, hat sie wieder zu ihrer früheren Form zurückgefunden. Sie macht sich einen Glühwein, legt mit einem Birnenschnaps nach und kommt zu der Erkenntnis: „On est jamais si bien que chez soi.“

### Thriller
Carmen Cru erhält einen anonymen Brief – in fehlerhaftem Französisch und ohne Punkt und Komma geschrieben – in dem man ihr mitteilt, dass man ihr gutes Verhältnis zu den Deutschen im Ersten Weltkrieg kenne, dass man wisse, was sie mit ihrer Mutter gemacht habe und dass man wolle, dass sie ihr Haus sofort verlassen und wegziehen solle – anderenfalls informiere man die Polizei.
Da sie nicht weiß, wer diesen Brief geschrieben hat, geht sie bei einem Glas Wein gedanklich die Galerie ihrer Bekannten durch. Schließlich kommt sie auf die Idee, an jeden einzelnen ihrer Nachbarn denselben Antwortbrief zu schreiben, in dem sie den Corbeau (wörtlich Rabe; übertragen zu verstehen als Denunziant) zu einem Duell hinter der Kirche auffordert. Als Waffe wählt sie ihre eigene MAS-Flinte, Baujahr 1872, die sie ab dann – beim Briefe verteilen, beim Einkaufen und auch im Bistro – immer mit sich herumträgt. Bereit zur Auseinandersetzung wartet sie am nächsten Morgen an der angegebenen Stelle – doch niemand erscheint zum Duell.
Da sie das Rätsel um den Corbeau aber unbedingt lösen will, verändert sie ihre Strategie und entwirft nun ihrerseits einen anonymen Brief („Cher Corbeau..“), in dem sie vorgibt zu wissen, wer jenen Corbeau mit dessen Lebenspartner(in) betrügt – wovon man sich am nächsten Tage in der Joyeux Bar, die auch ein zwielichtiges Hotel sei, überzeugen könne. Auch diesen Brief schreibt sie an jeden ihr Verdächtigen.
Diese Strategie ist von Erfolg gekrönt, denn in der Bar trifft sie auf den Rentnernachbarn, den verarmten Adligen, den Urgroßneffen, einen der Hauseigentümer, M. Raoul und Poupi Mouvillon. Nach Mouvillon, den sie als Drahtzieher bezeichnet, was dieser auch nicht abstreitet, baut sich Carmen Cru vor einem nach dem andern auf und kanzelt jeden durch Aufzählung seiner Schwächen ab. Außerdem zwingt sie jeden einzelnen, den Satz Je suis un lâche, un furoncle, un jean-foutre, j'en suis fier et j'en crèverai. zu sagen, was auch jeder in seiner Weise tut und dabei – unter Druck gesetzt – die Begriffe in dem von ihr geforderten Satz durch andere ersetzt, die seine individuellen Schwächen noch persönlicher und noch deutlicher machen.
Danach verlässt Carmen Cru wortlos die Bar und lässt die von ihr ausgehebelte und eingeschüchterte Gruppe von sechs Männern zurück. Zuhause nimmt sie mit spitzen Fingern den Brief und verbrennt ihn im Ofen mit dem Kommentar: „Tout est dit.“

## Wahrnehmung außerhalb der Serie
Carmen Cru wird hauptsächlich im französischen Sprachraum auch in anderen Bereichen des öffentlichen Lebens erwähnt.
- Episoden von Carmen Cru. wurden von Marijo Kollmannsberger und seiner Compagnie du Préau. für das Theater in Szene gesetzt und mehr als 500 Mal in Paris und auch während dreier Saisons beim Festival d'Avignon aufgeführt.[59][60]
- Hervé Curat verwendete neben anderem Material auch die Bände 1–4 von Carmen Cru. in seinem Essay über Verbale Morphologie und Zeitreferenzierung im modernen Französisch.[61]
- In den Romanen verschiedener französischer Schriftstellerinnen und Schriftsteller wird der Typus der Carmen Cru. angeführt, um in diesen Romanen auftretende Personen zu charakterisieren.[62]
- Corinne Six untersuchte im Rahmen ihrer Dissertation die Darstellung von Alkohol konsumierenden Frauenfiguren in französischen Comics. Als Beispiele dienten ihr Carmen Cru. Sœur Marie-Thérèse des Batignolles und Jessica Blandy.[63]

## Comic-Alben

### Französische Ausgaben
| - Band 1: Rencontre du 3ème âge (Audie-Fluide Glacial, 1984, ISBN 2-85815-402-3) - Les escrocs - Chips et cacahuètes - Le cageot cassé - La B.A. - Dimanche après-midi - L'amie des bêtes - Le portrait artistique - La collision - La visite - Les vieux copains - Le club - Band 2: La Dame de fer. (Audie-Fluide Glacial, 1985, ISBN 2-85815-084-2) - Le terreau - La consultation - Les huîtres - Sale temps - Le caniveau - Le quatre-heures - Voisinage - L'héritage - Les ordures ménagères - Band 3: Vie & mœurs. (Audie-Fluide Glacial, 1985, ISBN 2-85815-837-1) - Le pique-nique - La bibliothèque - La traverse de virage - Le fardeau - Trois heures du matin - Le terrassier et l'impotente - La fête - Le courrier - Band 4: Ni Dieu ni maître. (Audie-Fluide Glacial, 1986, ISBN 2-85815-403-1) - Le nouveau - La vermine - Routine - Le terrain vague - La vollaille - Les comptes - La pétition - L'interview - Band 5: L'Écorchée vive. (Audie-Fluide Glacial, 1987, ISBN 2-85815-106-7) - La fièvre - La grenouille - La leçon - Le Calvaire - Le »Joyeux Bar« - L'agression - La cour et la baraque - Métamorphose - Le bord de l'eau | - Band 6: Carmen Cru et autres histoires. (Audie-Fluide Glacial, 1994, ISBN 2-85815-191-1) - Moins quinze au-dessous - Fluide - Le débauché - La lessive - La convocation - Andere Zeichnungen und Episoden, die nicht Carmen Cru. betreffen: - 10 Seiten grafische Kopf- und Körperstudien - Le merveilleux est quotidien - Le malheur des uns fait le bonheur des autres - Band 7: Une cervelle de plomb dans un crâne de béton. (Audie-Fluide Glacial, 2001, ISBN 2-85815-302-7) - Chez Bibi - Rumeurs - La bête de somme - L'Escapade - Le cataclysme - Parking - SNCF - La nuitée - La baguenaude - La joute - Vers les frimas - Chez son chez-soi - ... Et plus si affinités - Travail manuel - Cotillons - Band 8: Thriller. (Audie-Fluide Glacial, 2008, ISBN 978-2-85815-875-1) - Thriller - Un os dans le frometon - Deux coups les gros - Les tronches plates - Faut y aller mou - Va y avoir du mastic - Le malfaisant - La pension - Flash News - Graffiti - Le revitaillement - La grâce - Sammelband 1: Brut de décoffrage. (Audie-Fluide Glacial, 2001); enthält Band 1–3 - Sammelband 2: La vioque de choc. (Audie-Fluide Glacial, 2003); enthält Band 4–6 - Sammelband 1: Intégrale Volume 1 (Audie-Fluide Glacial, 2014, ISBN 978-2-352-07512-7); enthält Band 1–4 - Sammelband 2: Intégrale Volume 2 (Audie-Fluide Glacial, 2015, ISBN 978-2-352-07587-5); enthält Band 5–8 |

### Deutsche Ausgaben
- Carmen 1. Alpha Comix, Sonneberg 1987, ISBN 3-89311-008-9 (= U-Comix präsentiert Band 4).
- Carmen 2 – Der Geist der Familie. Alpha Comic, Sonnenberg 1988, ISBN 3-89311-048-8 (= U-Comix präsentiert,. Band 10).
- Carmen 3 – Nicht Gott noch Meister. Alpha Comic, Sonnenberg 1989, ISBN 3-89311-081-X (= U-Comix präsentiert,. Band 20).
- Carmen 4 – Die eiserne Lady. (übersetzt von Gerd Benz), Alpha Comic, Sonnenberg 1990, ISBN 3-89311-126-3 (= U-Comix präsentiert,. Band 35).
- Carmen 5 – Frösche, Friedhöfe und die Gesundheitspolizei. Alpha Comic, Sonnenberg 1991, ISBN 3-89311-165-4 (= U-Comix präsentiert,. Band 46).